# 洗冤集録

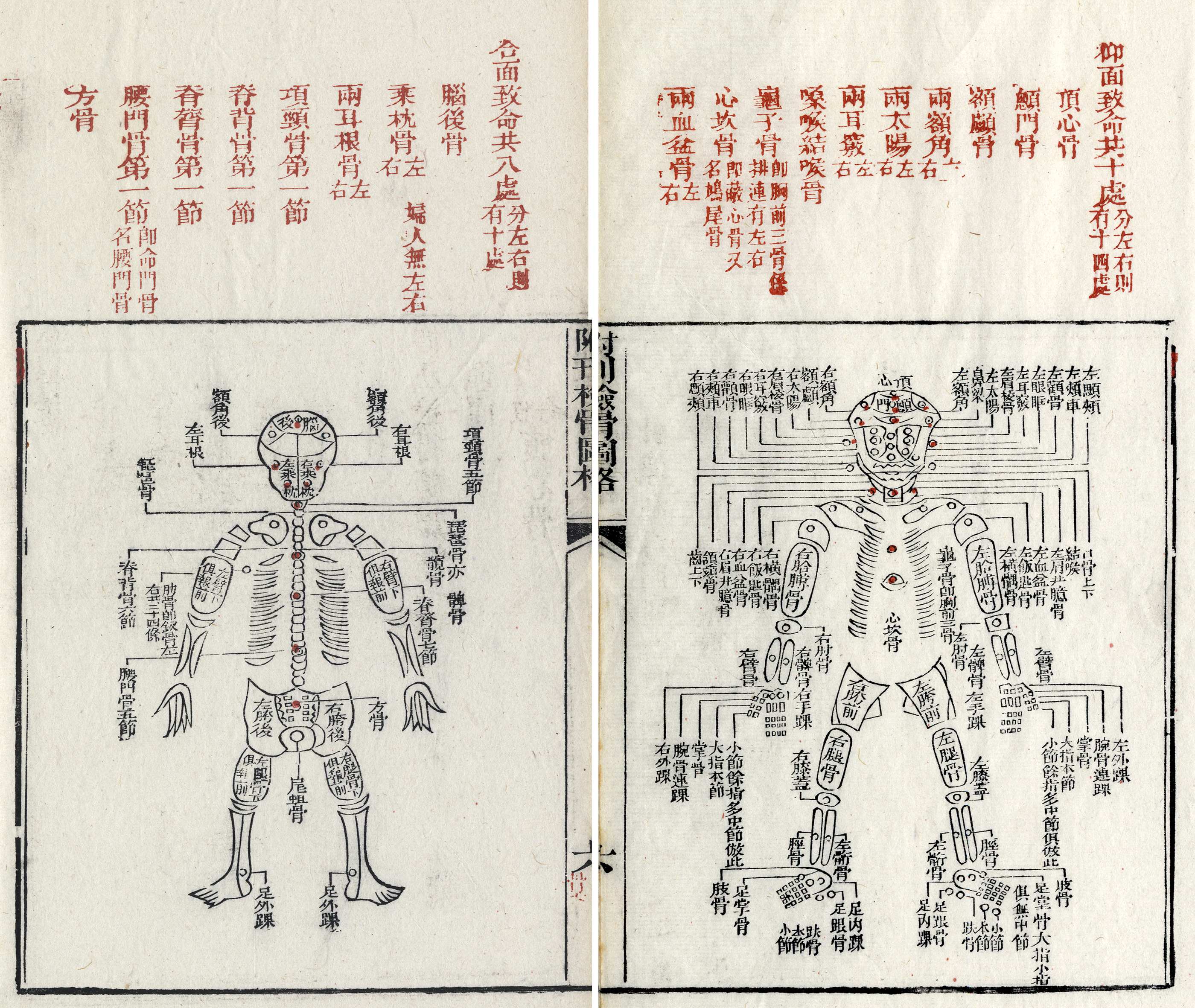
宋慈原著, 阮其新補注『補註洗冤録集證』道光23年(1843)序

『洗冤集録』（せんえんしゅうろく）または『洗冤録』（せんえんろく）は、中国南宋の司法官僚であった宋慈（そうじ、1186年 - 1249年）の著書。
世界初の本格的な法医学書とされる。

## 『洗冤集録』の内容
淳祐7年（1247年）に書かれたこの本は（現存版で）全5巻53章で構成されている。
当時における検死の方法と注意する点などについて細かく記されており、遺体の死亡状況や損傷の具合などから死因や死亡時期などを鑑定する方法の判別方法が詳細に体系化されている。例えば、同じ死因でも遺体の特徴から自殺か他殺か、他殺の場合は素手によるものか道具を使ったものなのかなどといった判別が簡潔に出来るようになっている。その他、まだ生存している者への蘇生法や応急処置、検死や遺体の取扱いに関連した法令などについての記述もなされている。
なお書名『洗冤集録』の「洗冤」とは「冤罪を洗ぐ（そそぐ＝洗い流す）」との意味である。
記述された時代の医学水準の限界により、現代医学の観点から見れば明らかな誤りや信じがたい記述も散見されるが、前述の利点によりこの書は、中国で後々の治安・司法を扱う官僚たちにとって必須書とされたのはもちろんのこと、日本や朝鮮といった周辺諸国、更には遠くヨーロッパにまでも伝えられて、近代法医学の成立まで法医学の原典として世界的に重用された。

## 日本語訳
現在入手可能なものとしては
- 徳田隆訳、西丸與一監修『中国人の死体観察学―「洗冤集録」の世界』 雄山閣 1999年 ISBN 4639016301